# Mnichovice (Loučovice)
Mnichovice (německy Minichschlag) jsou lokalita v katastrálním území Mnichovice u Loučovic v obvodu obce Loučovice v okrese Český Krumlov.
Je zde přeshraniční propojení na turistické stezce Mnichovice – Dürnau.

## Historie
První písemná zmínka o sídle pochází z roku 1400, kdy patřila vyšebrodskému klášteru. Koncem 15. století Mnichovice přechodně patřily Václavu z Rovného. Dříve to byla samostatná obec (od roku 1880), pod kterou za první republiky patřily Frantoly (německy Frauenthal), Hodoň (německy Hornschlag), část Loučovic a Martínkov. V letech 1938 až 1945 byly Mnichovice v důsledku uzavření Mnichovské dohody přičleněny k Německé říši jako součást župy Oberdonau. V 50. letech 20. století byla většina domů zbourána.

### Vývoj počtu domů a obyvatel
| 1869 | 1880 | 1890 | 1900 | 1910 | 1921 | 1930 | 1950 | 2001 | 2011 |
| 9    | 9    | 9    | 8    | 7    | 7    | 7    | 5    | 1    | 2    |

| 1869 | 1880 | 1890 | 1900 | 1910 | 1921 | 1930 | 1950 | 2001 | 2011 |
| 57   | 59   | 46   | 44   | 42   | 42   | 45   | 21   | 3    | 7    |